# Nick Leeson
Nicholas "Nick" Leeson, född 25 februari 1967 i Watford, Hertfordshire, är en brittisk före detta handlare av derivatinstrument och dömd brottsling.
Nick Leesons vidlyftiga och illegala spekulationer i Singapore 1995 orsakade kollapsen av Barings Bank i Storbritannien. Leeson köpte och sålde kontrakt på SIMEX, och förlorade enorma summor pengar som han undanhöll för banken. Då han själv förstod att allt höll på att rasa kring honom så flydde han, först till Malaysia, sedan till Thailand och slutligen Tyskland, där han greps den 20 november 1995 och utlämnades till Singapore. I Singapore dömdes han till sex och ett halvt års fängelse. Han släpptes, för gott uppförande, efter att ha avtjänat två tredjedelar av sitt straff.
I boken Så sänktes Barings Bank (1996) ger han sin version av händelserna som ledde fram till den finansiella katastrofen.